# Colin Heathcock
Colin Yang Siqi Heathcock (Pechino, 20 dicembre 2005) è uno schermidore statunitense, specializzato nella sciabola. Ha rappresentato gli Stati Uniti all'Olimpiade di Parigi del 2024.

## Carriera
Heathcock ha rappresentato la Germania al campionato mondiale giovanile di Dubai nel 2022, vincendo la medaglia d'oro. Dopo la vittoria ha deciso di cambiare team entrando in quello statunitense, dato che il padre ha la doppia cittadinanza.
Nel 2023 ha partecipato al mondiale di Milano finendo individualmente ventesimo e vincendo la storica medaglia di bronzo a squadre insieme a Eli Dershwitz, Andrew Doddo e Mitchell Saron, questa è la prima medaglia che gli Stati Uniti vincono nella sciabola a squadre maschile.
Nel 2024 ha partecipato alle Olimpiadi di Parigi 2024 fermandosi ai sedicesimi individualmente e al settimo posto nella gara a squadre.

## Palmarès

### Risultati élite
In carriera ha ottenuto i seguenti risultati:
Mondiali
Individuale
A squadre
- Bronzo nella sciabola a Il Cairo 2023

Campionati Panamericani
Individuale
- Oro nella sciabola a Rio De Janeiro 2025

A squadre
- Oro nella sciabola a Lima 2023
- Oro nella sciabola a Rio De Janeiro 2025